# Batalla de Sederot
La batalla de Sederot (en hebreo: קרב שדרות‎, en árabe: معركة سديروت‎) comenzó el 7 de octubre de 2023, cuando Hamás lanzó un ataque a gran escala contra el sur de Israel. La ciudad israelí de Sederot (en hebreo: שְׂדֵרוֹת‎, en árabe: سديروت‎), situada cerca de la frontera entre Israel y la Franja de Gaza, ha sido frecuentemente blanco de ataques e incursiones con cohetes durante el transcurso del conflicto palestino-israelí.

## Infiltración terrestre
El 7 de octubre de 2023, milicianos de Hamás de la Franja de Gaza entraron en la ciudad y entablaron tiroteos con unidades de la policía local y civiles. Muchos civiles fueron asesinados en las calles y en sus casas en el ataque sorpresa.
Finalmente, los atacantes tomaron el control de la guarnición de la comisaría de policía local y la ocuparon, matando a unas 30 personas (entre ellos agentes de policía y civiles). Tras la llegada de refuerzos de las FDI rodearon la comisaría y recuperaron el control de la misma, matando al menos a diez miembros de Hamás. Se utilizaron disparos y excavadoras para demoler la comisaría de policía de Sederot y a los atacantes que quedaban en su interior.
A última hora del 8 de octubre, la municipalidad de Sederot dio a conocer los nombres del personal de las Fuerzas de Defensa de Israel (FDI), la Policía de Israel y los bomberos que murieron en el ataque.
Entre los asesinados por hombres armados de Hamás se encontraba el comandante de la estación de bomberos de Kiryat Gat.

## Recuperación del control sobre Sederot
El domingo 8 de octubre, las fuerzas israelíes habían recuperado el control de Sederot. Sin embargo, las fuerzas israelíes continuaron luchando contra focos de hombres armados de Hamás en el sur de Israel, incluido Maguén, y ocasionalmente se escucharon disparos en Sederot y otros lugares, donde las fuerzas israelíes estaban barriendo el área en busca de posibles infiltrados de Hamás. Las autoridades ordenaron a los residentes de Sederot, así como al vecino kibutz de Mefalsim, que permanecieran en sus casas después de una supuesta infiltración.

## Ataques con cohetes
La andanada inicial de ataques palestinos con cohetes desde Gaza hacia Israel, lanzada en las primeras horas del 7 de octubre, alcanzó varias ciudades israelíes tan distantes como Tel Aviv, pero Sederot no fue alcanzada. Sin embargo, al día siguiente, las Brigadas Al-Qassam de Hamás lanzaron más ataques, afirmando haber disparado 100 cohetes contra Sederot. Los cohetes activaron el sistema de alerta de cohetes en Sederot y otras comunidades israelíes cercanas a la frontera con Gaza. Maguén David Adom informó que un israelí en Sederot resultó gravemente herido por el lanzamiento de cohetes a primeras horas del 8 de octubre.